# Casa di Andrea del Sarto

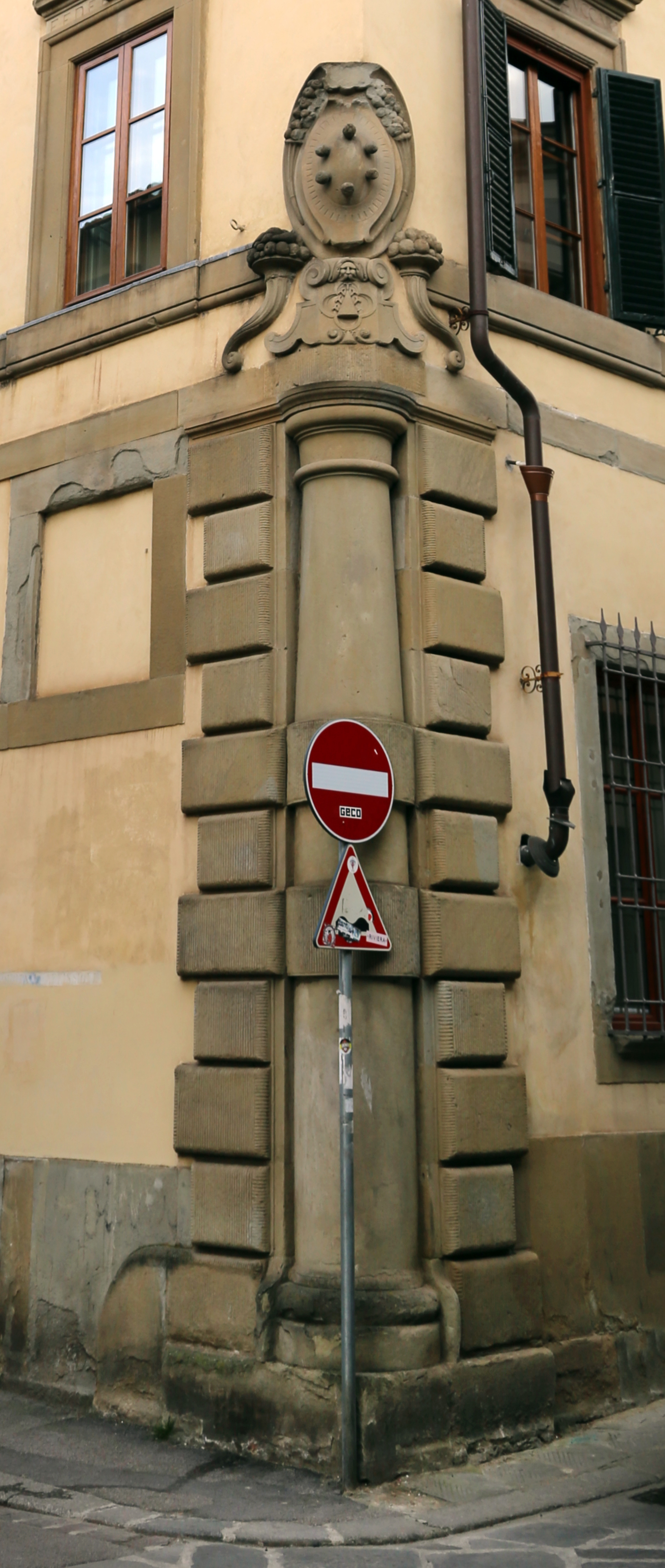
La colonna angolare

L'antica casa di Andrea del Sarto è un edificio di Firenze, situato in angolo tra via Gino Capponi 22 e via Giuseppe Giusti 49. Sebbene sia di fatto una porzione dell'attiguo palazzo Zuccari, i due edifici, uniti negli ambienti interni, sono solitamente trattati separatamente dalla letteratura, per la singolarità della facciata manierista del secondo, che ne fa un unicum nel panorama fiorentino.

## Storia
Questa zona nel Cinquecento era abitata da molti artisti, per la sua vicinanza con l'Accademia delle arti del disegno, allora situata nella Basilica della Santissima Annunziata presso la cappella di San Luca. Oltre al già citato Zuccari, vissero in questa zona Pontormo, Perugino, i fratelli Da Sangallo (a Palazzo Ximenes da Sangallo), il Giambologna (a Palazzo Quaratesi), ecc.
La casa fu fatta edificare da Andrea del Sarto nel 1520, al suo ritorno dalla Francia, e qui abitava mentre lavorava, tra l'altro, agli affreschi del non lontano chiostro dello Scalzo. I suoi eredi la vendettero il 25 gennaio 1577 al pittore Federico Zuccari che operò poco dopo (nel 1578) varie trasformazioni, peraltro decorando con un ciclo di affreschi la sala al pianterreno (nella porzione dietro la facciata del "palazzo Zuccari"). "Unita a questa casa era pure quella fabbrichetta bizzarra che presentemente è incorporata nel Conservatorio delle Filippine" (Fantozzi 1842, si veda a via Giusti 43). In questa parte più antica lo Zuccari mantenne la sua abitazione privata, anche se il programma decorativo di affreschi dimostra la sua mondanità e il desiderio di dare impulso alla propria notorietà. In origine dovevano essere previsti affreschi in tutta la casa, come il pittore attuò poi nel suo palazzo romano, ma la prematura partenza da Firenze (1579) lasciò il complesso incompiuto.
Nel 1588 la casa venne locata all'artista Giovanni Battista Paggi e, nel 1602, vendutagli dallo stesso Zuccari che, tornato a Roma, si trovò costretto a privarsi della residenza fiorentina visto il gravoso impegno economico sopportato nell'allestire il proprio palazzo romano (attuale sede della Biblioteca Hertziana). Il Paggi fece eseguire un altro affresco al piano superiore e comunque, nel tempo, la casa venne per lo più locata ad artisti, tra i quali Carlo Dolci e il Volterrano.
In tempi più recenti (anni trenta del Novecento) vi ha abitato per un breve periodo lo scrittore Tommaso Landolfi. Nel 1963 il palazzo subì un restauro (abusivo) della facciata, con rifacimento del pietrame e dello stemma.
Dal 1987 i due corpi dell'edificio appartengono all'Associazione degli Amici del Kunsthistorisches Institut, dopo una donazione della Deutsche Bank, che ha finanziato anche, con altri sponsor, una serie di restauri tra il 1988 e il 2001. Oggi è usato come sede di uffici e di manifestazioni artistiche e culturali.

## Descrizione
Sulla cantonata tra via Capponi e via Giusti, a ribadire la nuova proprietà, è uno scudo con l'arme dei Medici sostenuto da due cornucopie e da un pan di zucchero (in analogia col cognome del proprietario riconoscente), il tutto sostenuto da una colonna che segna fino a questa altezza il cantone.
Le finestre sono incorniciate in pietra serena e sull'architrave dei quella centrale del piano nobile (dal lato di via Gino Capponi che poi è quello principale) è la data 1578, in memoria appunto del rinnovamento attuato in quella data. Sulla destra è una memoria che ricorda la casa come residenza di Andrea del Sarto, targa di cui si legge oggi una seconda versione, dopo che una prima, troppo legata a notizie del Vasari poi smentite, fu corretta. La targa attuale fu deliberata il 12 luglio 1930 e riporta:
| IN QVESTA CASA ABITÒ IL PITTORE SENZA ERRORI ANDREA D'AGNOLO FIORENTINO DETTO DEL SARTO CHE REDVCE DI FRANCIA LA EDIFICÒ E VI MORIVA NELL'ANNO MDXXX |

La vecchia targa parlava di "Andrea Vannucchi fiorentino", cognome poi non confermato dai documenti, e poi aveva un'ultima riga che lo ricordava "pieno di gloria e d'affanni", riferendosi alle tribolazioni familiari di cui racconta appunto Vasari, ma che studi successivi hanno chiarito che se "affanni" ci furono, furono forse più giustificati per la moglie Lucrezia che per il marito pittore.
Negli interni, come già accennato, è una sala terrena rivolta verso il giardino con affreschi eseguiti da Federico Zuccari nel 1577-1578, e con accessi sia dall'attuale via Giusti sia da via Capponi, tramite un vestibolo con colonne sempre fatto realizzare dall'artista. Al piano superiore, risalenti al periodo della proprietà Paggi, sono da segnalare altre pitture in una sala eseguite da un artista appartenente alla cerchia di Bernardino Poccetti e databili attorno al 1600.

## Bibliografia

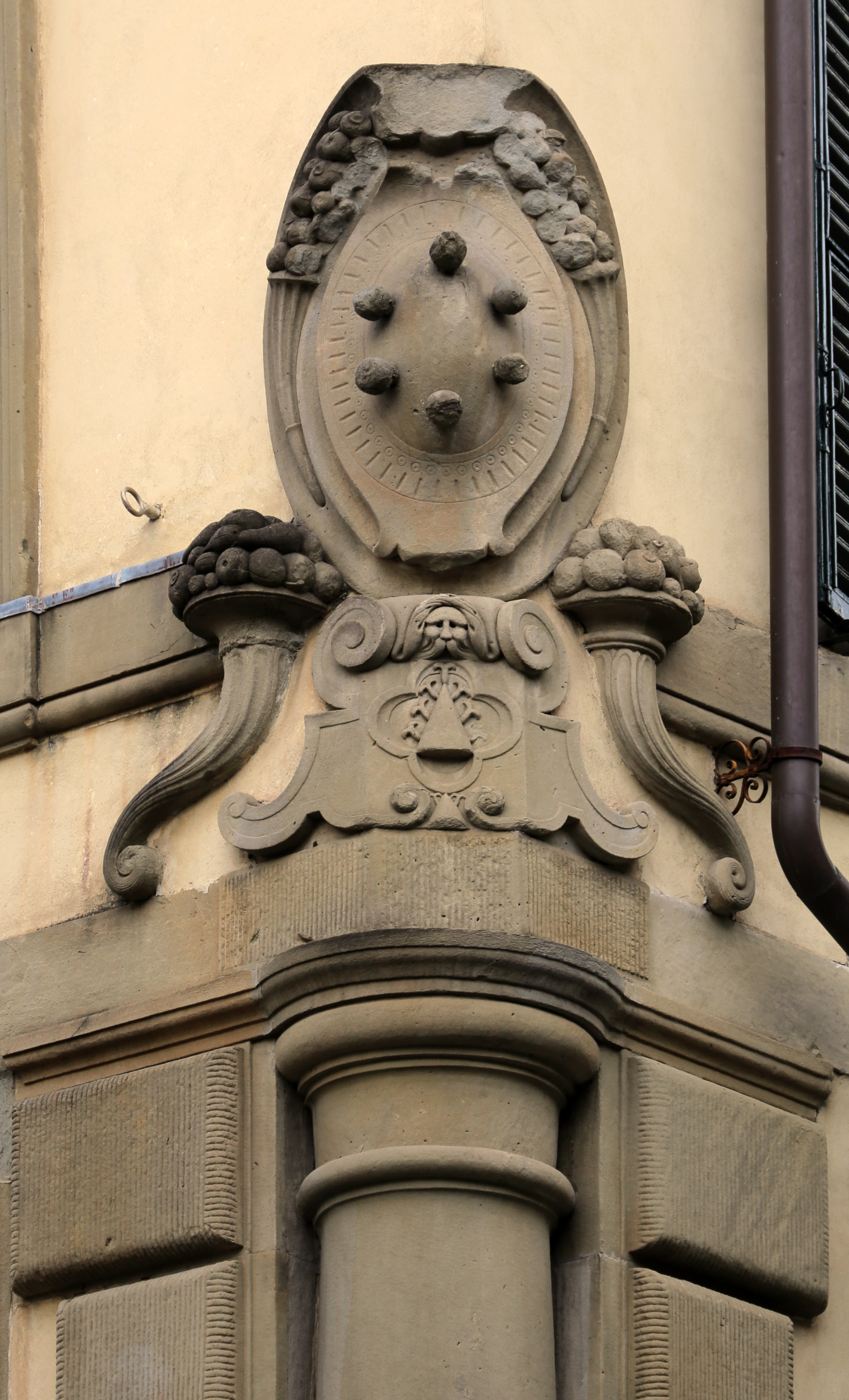
Stemma Medici e Zuccari

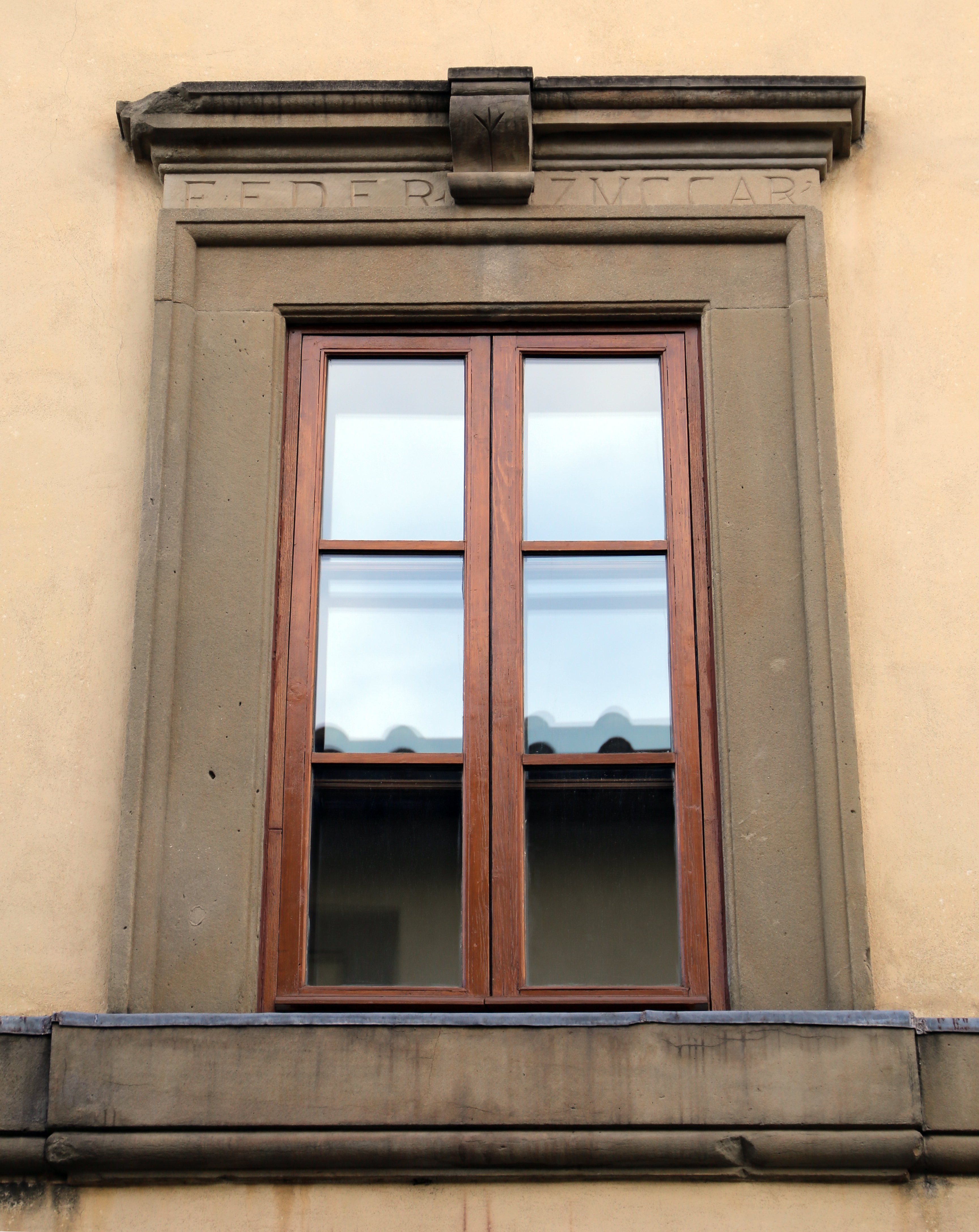
Finestra col nome di Federico Zuccari